# Réseau interurbain de la Lozère
 (19 février 2020).
Le réseau interurbain de la Lozère est un réseau d'autocar desservant le département de la Lozère, en étoile autour de Mende. Les seize lignes régulières sont complétées par une offre de transport à la demande. Une grande partie des lignes n'offrent qu'un aller-retour hebdomadaire, mais certaines liaisons offrent jusqu'à une demi-douzaine d'allers-retours quotidiens.

## Géographie

### Géomorphologie
La Lozère est située au cœur du Massif Central ; c'est donc un département au relief accidenté ; l'altitude moyenne est d'ailleurs supérieure à 1000 mètres. Elle se compose de quatre massifs principaux : les monts d'Aubrac au nord-ouest, les monts de la Margeride au nord-est, les plateaux des Causses au sud-ouest et les Cévennes au sud-est. Le point culminant du département est d'ailleurs situé dans ces dernières : il s'agit du Mont Lozère, dont le sommet se trouve à 1699 mètres d'altitude. Ces massifs montagneux sont séparés par de profondes vallées et causent des difficultés de transport importantes, notamment du fait de la neige qui peut être très abondante en hiver, en particulier dans les Cévennes, rendant de nombreuses routes impraticables.   De plus en été, les épisodes cévenols occasionnent régulièrement inondations et glissements de terrain, coupant certaines voies de communication.

### Peuplement
Le département est par ailleurs l'un des moins densément peuplés (15 hab/km2) , et en valeur absolue le moins peuplé de France (77 000 habitants en 2010) ; son dépeuplement est continu depuis le XIXe siècle et s'explique par la pauvreté des sols et le phénomène d'exode rural, qui persiste encore aujourd'hui. Il compte trois centres urbains principaux : Mende, Saint-Chély-d'Apcher et Marvejols, la population se répartissant majoritairement dans des villages nichés au creux des profondes vallées. La Lozère est aujourd'hui tiraillée entre les métropoles voisines de Clermont-Ferrand, Montpellier et Nîmes, qui attirent une partie des jeunes locaux.

### Transports
Les axes principaux sont au nombre de trois : un vertical à l'extrémité ouest du département, un horizontal le coupant en deux moitiés, et une diagonale du nord-ouest au sud-est. A l'ouest passent l'A75 et la ligne de Béziers à Neussargues, marquées par de nombreux ouvrages d'arts, dont l'un des plus célèbres est le viaduc du Garabit, afin de s'affranchir du relief accidenté. Le département est coupé en deux par la vallée du Lot, très encaissée, où passent la RN88 et la ligne du Translozérien, tandis que la RN106, passant de vallées en vallées, relie l'A75 à Alès et Nîmes en passant par Mende et en franchissant les vallées du Lot et du Tarn, et relie les extrémités nord-ouest et sud-est du département. En dehors de ces axes, seules des routes étroites, souvent non déneigées l'hiver, desservent les nombreux villages isolés disséminés sur tout le territoire.
Le réseau de transport interurbain, composé de 16 lignes, décrit principalement une étoile autour de Mende, chef-lieu du département, ne permettant pas aux autres petites villes d'êtres reliées entre-elles sans une correspondance obligatoire à Mende. Les temps de parcours sont par ailleurs assez longs, ceci étant dû à la géographie particulière du département et à ses difficiles conditions climatiques.

## Histoire
Dans le cadre de la loi NOTRe, la région Occitanie devient compétente en matière de transport en commun à la place des départements. De ce fait, en septembre 2018, le réseau départemental laissera place au réseau régional des lignes intermodales d'Occitanie (LiO).

## Parc de véhicules

### Autocars Troucelier
| Modèle                         | Nombre | Places | Climatisation | Toilettes | Emplacements UFR | Emplacements PMR | Autres équipements                                                                                         |
| ------------------------------ | ------ | ------ | ------------- | --------- | ---------------- | ---------------- | --- |
| Mercedes-Benz Tourismo 350 RHD | 3      | 53     | oui           | oui       | 1                | 2                | Vidéo DVD, réfrigérateur, repose-pieds, accoudoirs, tablettes, console individuelle, fauteuils inclinables |
| Setra 415 UL                   | 1      | 53     | oui           | non       | 0                | 0                | Vidéo DVD, réfrigérateur, accoudoirs, console individuelle                                                 |
| Iveco Wing                     | 2      | 26     | oui           | non       | 1                | 2                | Vidéo DVD, repose-pieds, accoudoirs, console individuelle, machine à café                                  |
| Mercedes-Benz Sprinter         | 2      | 16     | oui           | non       | 0                | 0                | Vidéo DVD, accoudoirs, console individuelle                                                                |
| Volkswagen Crafter             | 2      | 11     | oui           | non       | 1                | 1                | Accoudoirs                                                                                                 |

### Hugon Tourisme
Les autocars sont tous équipés de la vidéo, climatisés et dotés de sièges inclinables ainsi que de ceintures de sécurité. Les modèles suivants sont utilisés : 
- Mercedes-Benz Sprinter
- MAN Lion's Regio[5]

## Transporteurs
La région Occitanie, dans la continuité du département de la Lozère, délègue l'exploitation de 5 lignes régionales d'autocar aux autocaristes Troucelier et Hugon.

### Autocars Troucelier
Il s'agit d'une entreprise familiale de transport par autocar basée à Marvejols, fondée en 1962, et assurant des lignes régionales, des transports scolaires ainsi que des déplacements occasionnels de groupes. Elle dispose d'un parc de 21 véhicules, tous entretenus au dépôt de Marvejols, dont 10 affectés aux lignes régionales et compte 25 salariés.

### Hugon Tourisme
Hugon est une société de transport par autocar pratiquant des activités de transports réguliers, occasionnels ainsi que de location de minibus. Elle est également prestataire des navettes touristiques mises en place par la région Occitanie dans le département. L'entreprise possède 4 dépôts situés à Langogne, Le Puy-en-Velay, Le Monastier-sur-Gazeille et Grandrieu. Son siège social est situé à Mende. Elle emploie actuellement 60 personnes sur ces 5 sites, dont 45 chauffeurs et 3 mécaniciens.
L'entreprise assure les lignes 3, 4 et 5 du réseau.